# Дикан
Дикан је југословенски стрип о истоименом јунаку, настао из пера Лазе Средановића, а идејно га је осмислио Никола Лекић, главни уредник „Политикиног забавника“ у вријеме настајања стрипа. Често је упоређиван са Астериксом, који је и био узор аутору стрипа. Стрип је објављиван искључиво у Политикином Забавнику, а 2006. године објављен је и стрип-албум „Дикан: Плава шпиља“. Први пут је објављен 1969. године, у 903. броју Политикиног Забавника у епизоди „Буздованске игре“ и убрзо је постао један од омиљених стрипова у бившој Југославији.
Текстове за епизоде су писали: Нинослав Шибалић, Никола Лекић, Миленко Матицки, Бранко Ђурица и Слободан Ивков, као и сам Лазо Средановић.
Стрип прати пустоловине, пропаћене хумором, два Стара Словена, Дикана и његовог верног пратиоца ујака Вукоја. Радња стрипа је смештена у време пре велике сеобе народа, углавном на Балкану. Јунаци стрипа се, током авантура, сусрећу са многобројним племенима, народима, историјским локалитетима и личностима: Сармати, Гепиди, Хазари, јунаци су у потрази за Атлантидом, сусрећу се са царом Јустинијаном.

## Ликови
- Дикан,
- Вукоје
- коњ Зокан
- магарац Сивоје
- Весна Сапиенс
- Сарка
- Клипантроп
- Глупантроп

## Изворна објављивања епизода
1. „Буздованске игре“, 1969, сценарио: Нинослав Шибалић, 14 табли, Политикин Забавник бр. 903-915.
2. „Битка у Црној Шуми“, 1969, сценарио: Миленко Матицки, 14 табли, ПЗ 916-929.
3. „Тајне Сингидунума“, 1969/1970, сценарио: Миленко Матицки, 25 табли, ПЗ 930-954.
4. „Зовите ме Зокан“, 1970, сценарио: Миленко Матицки, 4 табле, ПЗ 955-958.
5. „Мис Папричица“, 1970, сценарио: Миленко Матицки, 9 табли, ПЗ 959-967.
6. „Господар Диоклецијанове палате“, 1970, сценарио: Миленко Матицки, 21 табла, ПЗ 968-988.
7. „Узбудљива пловидба“, 1970/1971, сценарио: Миленко Матицки, 6 табли, ПЗ 989-994.
8. „Дикан и цар Јустинијан“, 1971, сценарио: Миленко Матицки, 14 табли, ПЗ 995-1008.
9. „Велика трка“, 1971, сценарио: Миленко Матицки, 12 табли, ПЗ 1009-1020.
10. „Пут у Сирмијум“, 1971, сценарио: Миленко Матицки, 14 табли, ПЗ 1021-1034.
11. „У земљи Гепида“, 1971/1972, сценарио: Миленко Матицки, 11 табли, ПЗ 1035-104.
12. „Дикан и последње Фррруке“, 1972, сценарио: Никола Лекић, 25 табли, ПЗ 1046-1070.
13. „Дикан и први рели“, 1972/1973, сценарио: Никола Лекић, 53 табле, ПЗ 1071-1123.
14. „Дикан и туристичка звер“, 1973, сценарио: Никола Лекић, 8 табли, ПЗ 1124-1131.
15. „Дикан и локални тиранин“, 1973, сценарио: Никола Лекић, 1 табла, ПЗ 1132.
16. „Дикантроп и Весна Сапиенс“, 1973/1974, сценарио: Никола Лекић, 26 табли, ПЗ 1133-1158.
17. „Дикан и шпијуни“, 1974, сценарио: Никола Лекић, 30 табли, ПЗ 1159-1188.
18. „Дикан и стари Словени“, 1975, сценарио: Бранко Ђурица, 21 табла (4 необјављене), ПЗ 1229-1245.
19. „Дикан и претња са Ориона“, 1982/1983, сценарио: Никола Лекић, 20 табли, ПЗ 1601-1620.
20. „Дикан и Хазари“, 1993, сценарио: Слободан Ивков, 48 табли, ПЗ 2149-2172.
21. „Дикан и Атлантида“, 1993/1994, сценарио: Слободан Ивков, 54 табле, ПЗ 2173-2201.
22. „Плава шпиља“, 2004, сценарио: Лазо Средановић, 38 табли, ПЗ 2729-2750.
23. „Празник мимозе“, 2009, сценарио: Л. Средановић, 40 табли, ПЗ 2984-2987.
24. „Дикан и Вукоје“, 2014, , сценарио: Л. Средановић, 11 табли, ПЗ 3239.

## Занимљивости
- 1993. године Дикан је био маскота Београдског маратона.
- У неколико епизода појављивали су се и карикирани ликови тадашње естраде, нпр. Мића Орловић.
- Дикану је име требало бити Бикан, али је тадашњи уредник у Политикином забавнику, Кринка Виторовић сматрала да је то име прегрубо, па га је променила у Дикан. Она је дала имена и осталим ликовима.